# 기누카사촌
기누카사촌(일본어: 衣笠村)은 일본 가나가와현 미우라군에 존재했던 촌이다. 

## 지리
현재의 요코스카시 중심부의 남쪽에 인접한다. 대체로 현재의 요코하마 요코스카 도로, 가나가와 현도 27호 요코스카 하야마선(요코스카선과 평행)에 둘러싸인 동서로 긴 지역이다.

## 역사
- 가마쿠라 시대 - 기누가사의 지명을 볼 수 있다.
- 남북조 시대 - 히라사쿠의 지명을 볼 수 있다.
- 전국시대 - 모리사키 고의 지명을 볼 수 있다.
- 1889년 4월 1일 - 정촌제 시행에 의해 미우라군 기누카사촌이 성립하였다.
- 1933년 2월 15일 - 요코스카시에 편입해, 동일 기누카사촌은 폐지되었다.

## 교통

### 철도노선
존재하지 않는다. 요코스카선 요코스카 역 - 구리하마역 구간이 개통되어 기누가사역이 설치된 것은 1944년이다.

## 참고 문헌
- 角川日本地名大辞典編纂委員会,『角川日本地名大辞典 神奈川県』1984, 角川書店
- 「衣掛庄 森崎村」『大日本地誌大系』 第40巻新編相模国風土記稿5巻之115村里部三浦郡巻之9、雄山閣、1932年8月。NDLJP:1179240/167。